# تایتو-کو، توکیو
تایتو (台東区، Taitō-ku) یک بخش ویژه است که در کلانشهر توکیو، ژاپن واقع شده است. در زبان انگلیسی به آن شهر تایتو می‌گویند. از اول می ۲۰۱۵، جمعیت این بخش ۱۸۶٬۲۷۶ نفر و تراکم جمعیت ۱۸٬۴۲۰ نفر در هر کیلومتر مربع برآورد شده است. مساحت کل ۱۰٫۱۱ کیلومتر مربع (۳٫۹۰ مایل مربع) است. این باعث می شود بخش تایتو از نظر مساحت کوچکترین بخش توکیو و از نظر جمعیت سومین بخش کوچک باشد.

#### تاریخ
این بخش در ۱۵ مارس ۱۹۴۷ با ادغام بخش های قدیمی آساکوسا و شیتایا و زمانی که شهر توکیو به کلان شهر توکیو تبدیل شد، تأسیس شد. در دوره ادو، محله دارای مجوز یوشیوارا در جایی بود که امروزه تایتو نامیده می شود. تایتو همان حروف چینی "台東" را با تایتونگ ، شهری در تایوان، به اشتراک می گذارد.

#### جغرافیا
تایتو واقع در بخش شمال شرقی منطقه بخش توکیو، توسط پنج بخش ویژه دیگر احاطه شده است: چیودا ، بون‌کیو، آراکاوا، سومیدا و چوئو.

#### نواحی و محله ها
| منطقه آساکوسا - آساکوسا - آساکوساباشی - هاناکاوادو - هاشیبا - هیگاشی-آساکوسا (آساکوسا شرقی) - ایمادو - کامیناریمون - کیوکاوا - کوجیما - کوماگاتا - کوتوبوکی - کوراما - ماتسوگایا - میسوجی - موتوآساکوسا - نیهونزوتسومی (دیک ژاپن) - نیشی-آساکوسا (آساکوزای غربی) - توریگو - یاناگیباشی | منطقه شیتایا - آکیهابارا - هیگاشی اوئنو (اوینیو شرقی) - ایکنوهاتا - ایریا - کیتا اوئنو (اوئنو شمالی) - مینووا - نگیشی [ja] - ریوسن - سنزوکو - شیتایا - تایتو - اوئنو - اوینو-کوئن (پارک Ueno) - اوئنوساکوراگی - یاناکا |

## نگارخانه

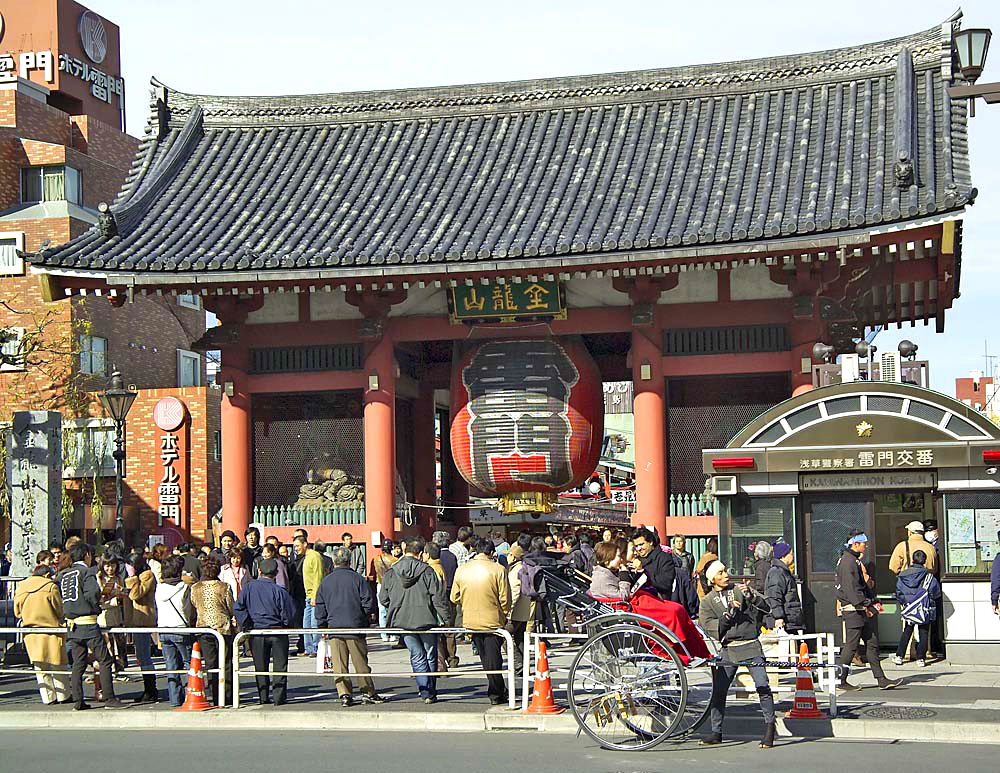
معبد آساکوسا در منطقهٔ تایتو